# Corey Locke
Corey Locke (* 8. Mai 1984 in Newmarket, Ontario) ist ein ehemaliger kanadisch-britischer Eishockeyspieler und derzeitiger -trainer, der im Verlauf seiner aktiven Karriere zwischen 2001 und 2019 unter anderem über 700 Spiele in der American Hockey League (AHL) auf der Position des Centers bestritten hat. Darüber hinaus absolvierte Locke, der zweimal den Calder Cup der AHL gewann, weitere Spiele in der National Hockey League (NHL), Deutschen Eishockey Liga (DEL) und österreichischen Erste Bank Eishockey Liga (EBEL).

## Karriere

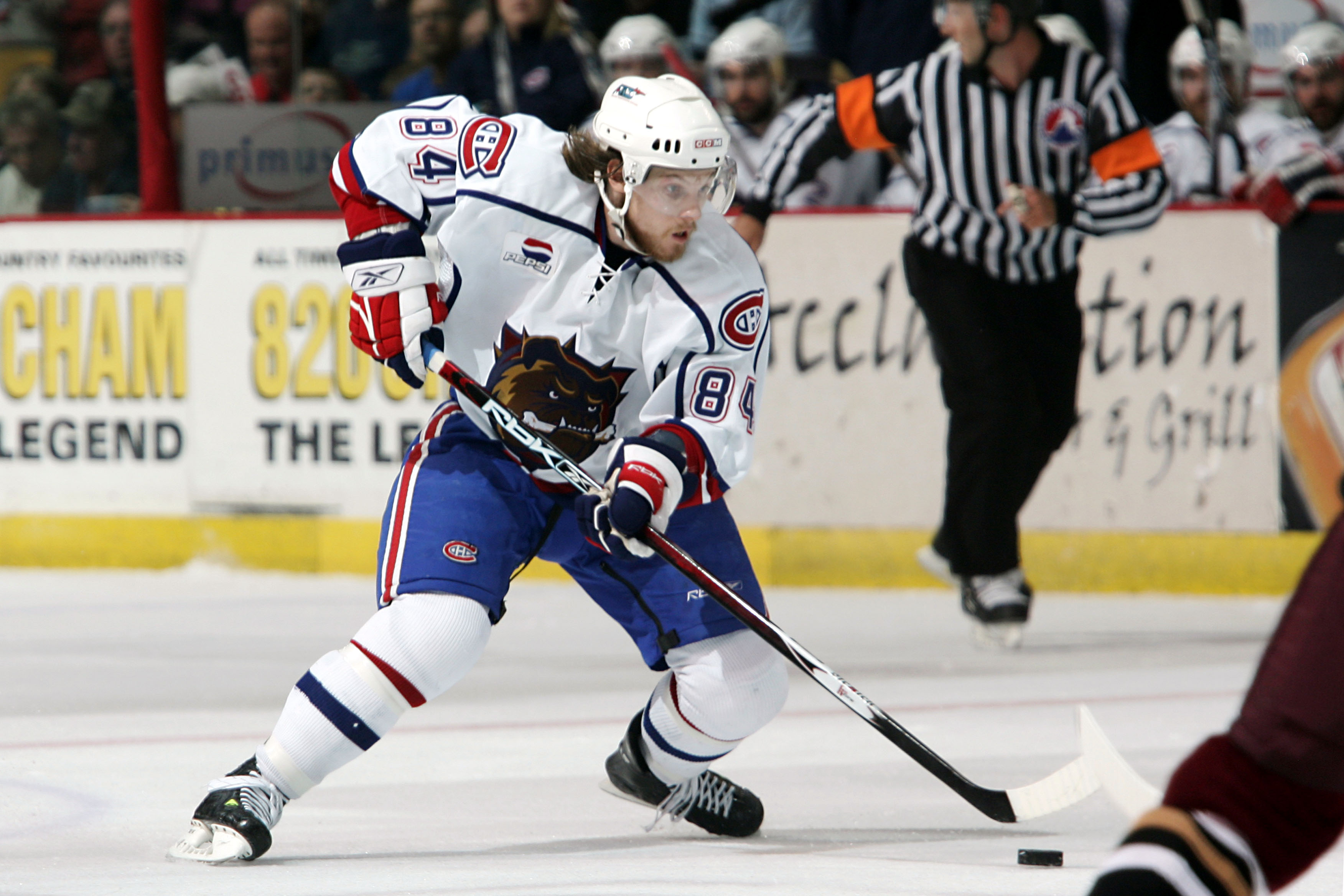
Locke im Trikot der Hamilton Bulldogs (2007)

Locke begann seine Karriere bei den Ottawa 67’s aus der Ontario Hockey League (OHL). Die Transferrechte in der National Hockey League (NHL) an ihm besaßen die Canadiens de Montréal, die ihn beim NHL Entry Draft 2003 in der vierten Runde an 113. Stelle ausgewählt hatten. Während seiner Zeit in der OHL gewann der Stürmer die Red Tilson Trophy zwei Jahre in Folge. In der Spielzeit 2002/03 wurde er außerdem Topscorer der gesamten CHL mit 151 gesammelten Scorerpunkten. Darüber hinaus sicherte er sich zahlreiche weitere Auszeichnungen.
Zur Saison 2004/05 holten die Canadiens Locke in ihr Farmteam, die Hamilton Bulldogs, aus der American Hockey League (AHL). Dort etablierte er sich schnell und gewann in seinem dritten AHL-Jahr mit den Bulldogs den Calder Cup. Dabei war Locke Topscorer der Bulldogs und ein wichtiger Baustein für den Erfolg des Teams. Im Januar 2008 gab der Offensivspieler sein Debüt in der NHL, kehrte aber nach diesem einen Spiel nach Hamilton zurück. Kurze Zeit später wurde er in den Kader der Canadian All-Stars für das AHL All-Star Classic 2008 berufen und erzielte ein Tor und zwei Assists. Im Juli 2009 wechselte Locke zunächst als Free Agent in die Organisation der New York Rangers, kam dort aber ebenso nicht zum Zug wie nach dem Wechsel zu den Ottawa Senators ein Jahr später. Hauptsächlich kam er bei den Hartford Wolf Pack und Binghamton Senators zu Einsätzen.
Bedingt durch den Lockout in der NHL im Herbst 2012 unterzeichnete der Kanadier im Juni 2012 bereits frühzeitig einen Vertrag bei TPS Turku aus der finnischen SM-liiga. Ab Januar 2013 stand er bei den Eisbären Berlin aus der Deutschen Eishockey Liga (DEL) unter Vertrag und gewann mit den Eisbären am Saisonende die deutsche Meisterschaft. Anschließend wurde er von den Chicago Wolves aus der AHL verpflichtet, für die bis 2014 spielte. Im Oktober 2014 wechselte Locke für ein Jahr zu den Nürnberg Ice Tigers in die DEL zurück.
Ab November 2015 spielte der Center beim EHC Visp in der Schweizer National League B (NLB), ehe er zur  Saison 2016/17 zum EC VSV in die österreichische Erste Bank Eishockey Liga (EBEL) wechselte. Die Villacher erreichten zwar nicht das Playoff, doch konnte sich Locke zum Topscorer und erfolgreichsten Vorlagengeber der EBEL-Hauptrunde hochspielen. Nach der Saison 2016/17 konnte sich der VSV mit Locke nicht über eine Vertragsverlängerung einigen, so dass dieser zum EHC Black Wings Linz weiter zog. Nach zwei Jahren in Linz beendete der 35-Jährige im Sommer 2019 seine aktive Karriere und begann im Trainerstab des Juniorenteams Guelph Storm in der OHL zu arbeiten.

## Erfolge und Auszeichnungen
| - 2003 Red Tilson Trophy - 2003 Eddie Powers Memorial Trophy - 2003 OHL First All-Star Team - 2003 CHL Player of the Year - 2003 CHL Top Scorer Award - 2003 CHL First All-Star Team - 2004 Red Tilson Trophy - 2004 Eddie Powers Memorial Trophy - 2004 OHL First All-Star Team - 2004 CHL First All-Star Team - 2007 Calder-Cup-Gewinn mit den Hamilton Bulldogs - 2006 Teilnahme am AHL All-Star Classic - 2008 Teilnahme am AHL All-Star Classic | - 2009 Teilnahme am AHL All-Star Classic - 2010 Teilnahme am AHL All-Star Classic - 2010 AHL Second All-Star Team - 2011 Teilnahme am AHL All-Star Classic - 2011 AHL First All-Star Team - 2011 Les Cunningham Award - 2011 John B. Sollenberger Trophy - 2011 Calder-Cup-Gewinn mit den Binghamton Senators - 2012 Teilnahme am AHL All-Star Classic - 2013 Deutscher Meister mit den Eisbären Berlin - 2013 Bester Stürmer der European Trophy - 2017 Topscorer der EBEL-Hauptrunde |

## Karrierestatistik
(Legende zur Spielerstatistik: Sp oder GP = absolvierte Spiele; T oder G = erzielte Tore; V oder A = erzielte Assists; Pkt oder Pts = erzielte Scorerpunkte; SM oder PIM = erhaltene Strafminuten; +/− = Plus/Minus-Bilanz; PP = erzielte Überzahltore; SH = erzielte Unterzahltore; GW = erzielte Siegtore; 1 Play-downs/Relegation; Kursiv: Statistik nicht vollständig)